# Lligadura (música)
La lligadura, en una partitura de música és un signe gràfic que pot representar dos fenòmens semblants, però no coincidents:

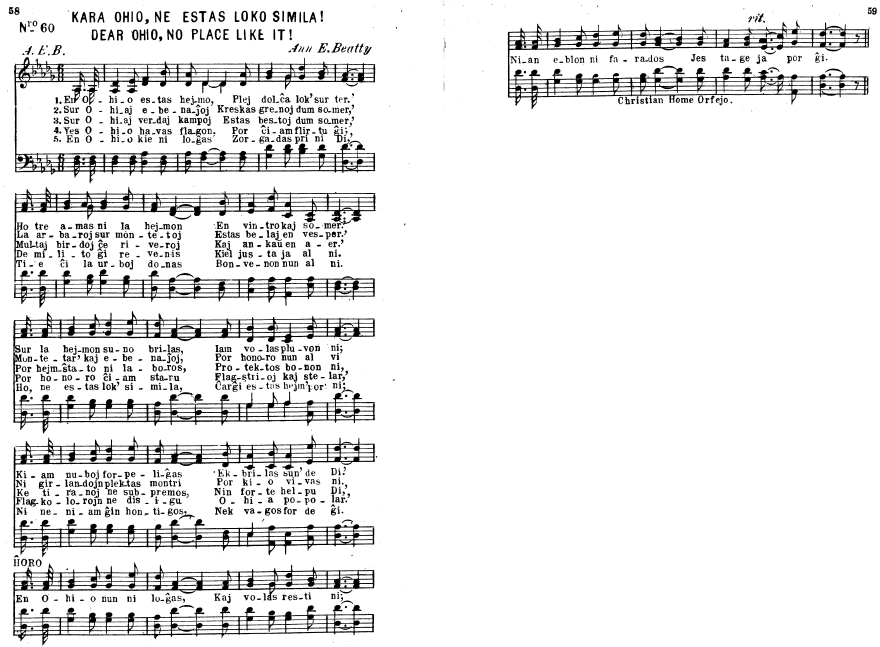
El "re" del segon compàs es podria expressar amb una sola blanca, però aquesta notació, visualment, no respectaria la divisió entre els dos temps del compàs i resultaria poc clara per a l'intèrpret

- Si la lligadura es dona entre notes que tenen el mateix nom i altura, representa que cal interpretar un so que correspongui a una nota que duri la suma del que durarien les dues notes que estan unides amb la lligadura.[1] És un signe que afecta el ritme i es fa servir en dues situacions diverses:
- Quan la durada del so és superior a la durada d'un compàs;
- Quan el so es troba entre dos compassos,
- Quan el so, expressat en una única figura podria costar més d'entendre, i
- Quan la durada del so no disposa d'una figura que ella sola pugui expressa aquesta durada, de manera que calgui expressar-ho sumant-ne dues o més.

- Fragment de l'ària In questa reggia de Turandot, de Puccini. El "re 5" que fa el piano al començament del tercer compàs, en l'acord de mà dreta dura 1,75 temps i no hi ha cap figura musical que pugui expressar aquesta durada per ella mateixa
- Començament de l'estudi Op. 10 de Chopin: els "do" de la mà esquerra del piano duren 8 temps, mentre que en un compàs només n'hi entren 4. La manera d'expressar-ho és amb una lligadura de dues notes de 4 temps cada una
- Fragment de la fuga número 2 de El clavecí ben temperat de Johann Sebastian Bach. El "fa 4" que hi ha entre el primer i el segon compàs es podria expressar amb una negra amb punt, però com que no hi cabria dins del compàs, s'anota emprant la lligadura

- Si la lligadura es dona entre notes d'altura diferent, aquest signe afecta a l'articulació i cal interpretar les dues o més notes incloses dins de la lligadura sense cap mena d'articulació o d'interrupció en l'emissió del so entre elles.[2] És a dir: és el signe gràfic que serveix per expressar el legato.

Lligadura entre notes de diferent altura. Fragment d'una frase musical amb dues lligadures, cadascuna de les quals abraça dotze notes. Això significa que l'única interrupció del so en aquest passatge és entre les notes 12 i 13

Quan cal unir més de dues notes d'igual altura amb una lligadura, cada nota s'uneix a la immediatament següent. Quan la lligadura és de tipus expressiu s'escriu una única lligadura que uneix totes les notes que queden afectades per aquest tipus d'articulació.